# Szoghakat
Szoghakat – wieś w Armenii, w prowincji Gegharkunik. W 2011 roku liczyła 509 mieszkańców.